# Josef Weidenholzer
Josef Weidenholzer (ur. 6 marca 1950 w St. Florian am Inn) – austriacki socjolog i polityk, profesor, poseł do Parlamentu Europejskiego VII i VIII kadencji.

## Życiorys
Od 1968 do 1973 studiował socjologię w wyższej szkole społeczno-ekonomicznej w ramach Universität Linz, gdzie uzyskał magisterium. W 1977 obronił doktorat, pięć lat później habilitował się. Specjalizuje się w teorii państwa, porównywaniu międzynarodowych systemów opieki społecznej, teorii politycznej i kultury politycznej, teorii i historii ruchów społecznych. W 1991 stanął na czele organizacji charytatywnej Volkshilfe.
Od 1973 zawodowo związany ze swoją macierzystą uczelnią, zaczynał jako asystent w Katedrze Historii Nowożytnej i Współczesnej, następnie objął stanowisko adiunkta. Prowadził wykłady i badania naukowe na licznych zagranicznych uniwersytetach i uczelniach wyższych. W 1983 mianowano go profesorem nadzwyczajnym polityki społecznej. Od 1984 do 1998 był szefem jednego z uczelnianych instytutów. W 1998 objął kierownictwo instytutu społeczeństwa i polityki społecznej. W latach 1998–2003 pełnił funkcję dziekana wydziału nauk ekonomicznych i społecznych.
W 2009 wystartował w wyborach europejskich z piątego miejsca listy krajowej Socjaldemokratycznej Partii Austrii, która zdobyła cztery miejsca w Parlamencie Europejskim. Po wejściu w życie traktatu lizbońskiego uzyskał uprawnienie do objęcia dodatkowego przypadającego socjaldemokratom mandatu, publicznie wyraził wolę zostania europosłem. Posłem do PE został 1 grudnia 2011. W 2014 z powodzeniem ubiegał się o reelekcję.